# Aleksandr Mikoelin

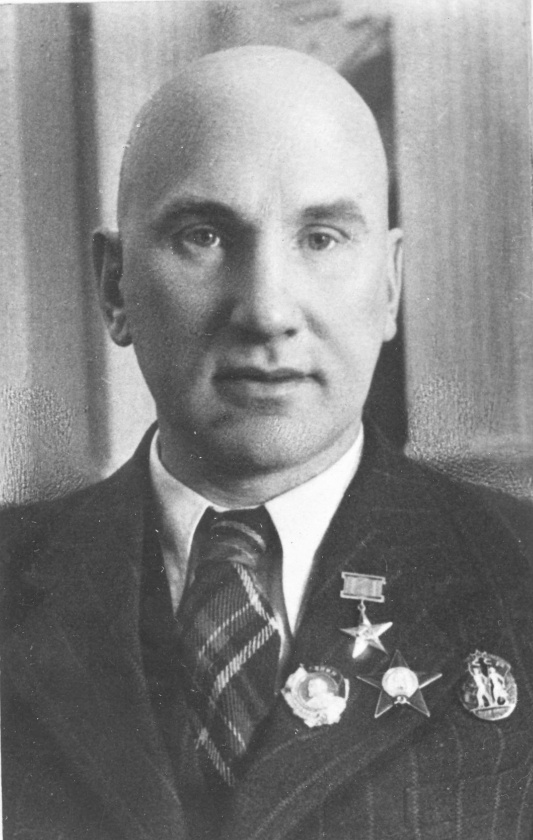
Aleksandr Mikoelin

Aleksandr Aleksandrovitsj Mikoelin (Russisch: Алекса́ндр Алекса́ндрович Мику́лин) (Vladimir, 14 februari 1895 - Moskou, 13 mei 1985) was een ontwerper van vliegtuigmotoren van de Sovjet-Unie en hoofd van het naar hem genoemde experimenteel constructiebureau.
Hij bouwde de eerste watergekoelde zuigermotor Mikoelin AM-34 en de Mikoelin AM-3 turbojet voor het eerste verkeersvliegtuig met straalmotor van de Sovjet-Unie, de Toepolev Tu-104. Hij werkte ook aan de Tsaartank.
Hij was getrouwd met de actrice Garen Zjoekovskaja.

## Vliegtuigmotoren
- Mikoelin M-17 een BMW VI gebouwd onder licentie
- Mikoelin AM-34 watergekoeld
- Mikoelin AM-35 lijnmotor 895 – 1007 kW
- Mikoelin AM-37
- Mikoelin AM-38 voor lage vlieghoogte
- Mikoelin AM-39 hoger vermogen dan AM-35A
- Mikoelin AM-41 gebruikt op de Goedkov Gu-1
- Mikoelin AM-42 hoger vermogen dan AM-38F
- Mikoelin AM-43 voor grote hoogte op Toepolev Tu-1 en Iljoesjin Il-16
- Mikoelin AM-44 met turbolader op Toepolev Tu-2DB
- Mikoelin AM-45
- Mikoelin AM-46
- Mikoelin AM-47 op Iljoesjin Il-20
- Mikoelin AM-2
- Mikoelin AM-3 turbojet voor de Toepolev Tu-104
- Toemanski RD-9 – AM-3 hernoemd toen Sergej Toemanski hem verving